# Loukou-Yaokro
Loukou-Yaokro est une localité du centre de la Côte d'Ivoire et appartenant au département de Toumodi, dans la région Bélier. La localité de Loukou-Yaokro est un chef-lieu de commune.